# Akio Chiba
Akio Chiba (ちばあきお or 千葉 亜喜生, Chiba Akio, 29 de gener de 1943 – 13 de setembre de 1984) fou un mangaka japonès nascut en Shenyang, Liaoning, Xina (part de la Manxúria). Chiba és conegut per publicar les seues obres tant en revistes shōnen com en revistes shōjo. Chiba va fer el seu debut professional el 1967 amb el seu manga Sabu to Chibi mentre treballa d'assistent pel seu germà major, Tetsuya. En 1977, va guanyar el 22è Premi de Manga Shogakukan per shōnen amb en el seu treball amb Captain i Play Ball.
Chiba va cometre suïcidi en 1984 (a l'edat de 41) per problemes relacionats amb un trastorn bipolar.

## Treballs
Enumerats per ordre cronològic.
- Kōsha Ura no Eleven (febrer de 1971, Bessatsu Shōnen Jump, Shueisha)
- Han-chan (setembre de 1971, Bessatsu Shonen Jump)
- Michikusa (gener de 1972, Bessatsu Shonen Sunday)
- Captain (26 volums, 1972-1979, Bessatsu Shonen Jump, passat a sèrie d'anime en 1980)
- Play Ball (22 volums, 1973-1978, Weekly Shonen Jump)
- Fushigi Tōbo-kun (1982-1983, Weekly Shonen Jump, escrit per Tarō Nami)
- Champ (abril-novembre de 1984, Weekly Shonen Jump, escrit per Tarō Nami)
  - Este fou el seu últim treball.

Sources: